# Santuário de Nossa Senhora do Aviso
O Santuário de Nossa Senhora do Aviso é um santuário mariano localizado na freguesia de Serapicos, município e distrito de Bragança, em Portugal.

## História
Embora não se conheça quando é que a capela original foi construída, sabe-se que foi edificada em agradecimento pelos habitantes do povoado, após um deles, que regressava a casa num dia de inverno numa carroça puxada por uma junta de bois, ter sido surpreendido por lobos famintos. Em aflição, o homem implorou o auxílio de Nossa Senhora, e os lobos retiraram-se sem fazer-lhe qualquer dano, nem aos seus dois animais.
A capela, sob a invocação de Nossa Senhora do Aviso, já existia nos finais do século XVII e era servida por uma confraria com o mesmo nome. A confraria é anterior a 1726, pois naquela data já era se encontrava enriquecida de indulgências.
A primitiva capela, danificada pelo tempo, foi substituída pela atual, no mesmo local, por volta de 1890.

## Características
Exemplar de arquitetura religiosa. Integra oito templetes alusivos ao calvário.

## A lenda do Santuário
A tradição local regista que, em 1840 algumas pessoas tentaram levar a imagem da padroeira para o sepultamento de uma senhora, conhecida como "tia Pimparela". Afirma-se que, após caminharem cerca de 300 metros, não conseguiram mais mover a imagem, que apresentava um peso excessivo. Surpresos, os devotos decidiram reconduzi-la à capela, o que conseguiram, agora sem dificuldades.
Afirma-se ainda que habitantes do povoado de Sanceriz pretenderam transportar a imagem para a igreja deles na calada da noite, sob a alegação de prestarem-lhe um culto mais digno. Falharam entretanto em seu intento, devido ao inesperado peso que notaram na imagem.